# Lerista neander
Lerista neander är en ödleart som beskrevs av  Storr 1971. Lerista neander ingår i släktet Lerista och familjen skinkar. Inga underarter finns listade i Catalogue of Life.